# Jan Schäfer
Jan Schäfer (n. 18 octombrie 1974, Dresda, RDG) este un canoist german, medaliat olimpic. A participat la 2 ediții ale Jocurilor Olimpice (2000, 2004) în care a câștigat o medalie de argint.